# Valkyrja (studioalbum)
Valkyrja är det färöiska viking metal/folk metal-bandet Týrs sjunde studioalbum. Albumet utgavs september 2013 av skivbolaget Metal Blade Records.

## Låtlista
1. "Blood of Heroes" – 3:41
2. "Mare of My Night" – 3:55
3. "Hel Hath No Fury" – 3:26
4. "The Lay of Our Love" – 3:47
5. "Nation" – 4:04
6. "Another Fallen Brother" – 4:04
7. "Grindavísan" – 4:10
8. "Into the Sky" – 2:56
9. "Fánar burtur brandaljóð" – 3:38
10. "Lady of the Slain" – 4:32
11. "Valkyrja" – 7:31

Bonusspår
1. "Where Eagles Dare" (Iron Maiden-cover) – 6:26
2. "Cemetery Gates" (Pantera-cover) – 7:25

- Text: Heri Joensen (spår 1–6, 8–11), Christian Pløyen (spår 7), Steve Harris (spår 12), Pantera (spår 13)
- Musik: Heri Joensen (spår 2–5, 7–9, 1-), Terji Skibenæs (spår 1, 6, 10), Gunnar Thomsen (spår 11), Steve Harris (spår 1), Pantera (spår 12)

## Medverkande
Musiker (Týr-medlemmar)
- Heri Joensen – gitarr, sång
- Gunnar Thomsen – basgitarr
- Terji Skibenæs – gitarr

Bidragande musiker
- Jacob Hansen – körsång
- George Kollias – trummor
- Liv Kristine (Liv Kristine Espenæs Krull) – sång

Andra medverkande
- Jacob Hansen –  ljudtekniker, ljudmix, mastering
- Gyula Havancsák – omslagsdesign, omslagskonst
- Audrey Dujardin – foto